# Salix viminalis
Salix viminalis, la mimbrera blanca o, simplemente, mimbrera aunque comparte este nombre con otras especies de Salix, es un arbusto de la familia de las salicáceas.

## Descripción
Arbusto grande, ocasionalmente árbol de hasta 10 m de altura, con ramas esbeltas, erectas; brotes tiernos a menudo con densa pilosidad tomentosa; ramitas de color verde amarillento o pardo grisáceo a rojizo, mates, con pilosidad grisácea cuando jóvenes. Hojas pecioladas, de 5 a 15 cm de largo y aproximadamente 1,5 cm de ancho, de seis a veinte veces más largas que anchas, lanceoladas estrechas o con bordes paralelos; haz foliar de color verde sucio, mate, con pilosidad dispersa y corta; envés foliar con brillo plateado, cubierto con densos pelos cortos, orientado en la dirección de los nervios laterales; borde foliar enrollado hacia abajo; pecíolo foliar de hasta 1 cm de largo, con corta pilosidad gris; estípulas sólo en los macroblastos, lanceoladas estrechas, largamente apuntadas. Escamas de las yemas pardas, con pilosidad gris. Las inflorescencias aparecen antes que las hojas, y antes de la floración presentan una vistosa pilosidad densa, sedosa. Amentos masculinos erectos, cilíndricos, de hasta 3,5 cm de largo y 1 cm de ancho, densos en las axilas de hojas muy pequeñas y estrechas, largamente pilosas. Brácteas tectrices elípticas u ovadas alargadas, con pilosidad largo grisácea; estambres unas dos veces más largos que la bráctea tectriz; filamentos estaminales libres, glabros; anteras elípticas alargadas, amarillas, tras la floración de color rojo pardusco. Amentos femeninos erectos, cilíndricos, de hasta 3 cm de largo y 1 cm de ancho. Ovario casi sentado, ovado, de hasta 6 mm de largo. Estilo casi tan largo como el ovario, fino amarillo; estigmas lineales, divididos en dos o cuatro partes hasta la mitad. Florece en primavera.

## Hábitat
En el llano y los lugares bajos de las colinas y montañas, sobre suelos húmedos.

## Distribución
Europa y Asia. Introducida en España.

## Usos
Proporciona el mejor mimbre.

## Taxonomía
Salix viminalis fue descrita por Carlos Linneo y publicado en Species Plantarum 2: 1021, en el año 1753.
Etimología
Salix: nombre genérico latino para el sauce, sus ramas y madera.
viminalis: epíteto latino que significa "con tallos largos y delgados".
Sinonimia
- Salix pseudolinearis Nas.
- Salix rossica Nas.
- Salix rufescens Nas.
- Salix semiviminalis E.Wolf
- Salix serotina Pall.
- Salix splendens Nas.
- Salix strobilacea Nas.
- Salix veriviminalis Nas.
- Salix viminalis var. semiviminalis Poljakov
- Salix viminalis subsp. veriviminalis Hyl.[6]

## Nombres comunes
- Castellano: bimbral, bimbre, blima, mimbra, mimbre, mimbre blanca, mimbre común, mimbre dorao, mimbre francés, mimbrera, mimbrera blanca, mimbrera macho, mimbrera verde, mimbre real, mimbrero, mimbrón, piojera, salguera blanca, sarga, sarga de jaulas, sauce mimbre, sauce mimbrero, sauce mimbrón, vimbre.[7]